# Campeonato Asiático de Atletismo de 2017 - 1500 m feminino
A prova dos 1500 metros feminino do Campeonato Asiático de Atletismo de 2017 foi disputada entre os dias 6 e 7 de julho de 2017 no Kalinga Stadium em Bhubaneswar, na Índia. 

## Recordes
Antes desta competição, os recordes mundiais e do campeonato nesta prova eram os seguintes:
|                       | Nome             | Nacionalidade | Tempo     | Local  | Data                   |
| --------------------- | ---------------- | ------------- | --------- | ------ | ---------------------- |
| Recorde mundial       | Genzebe Dibaba   | Etiópia       | 3m 50s 07 | Mónaco | 17 de julho de 2015    |
| Recorde do campeonato | Sinimole Paulose | Índia         | 4m 12s 69 | Amã    | 29 de julho de 2007    |
| Recorde asiático      | Qu Yunxia        | China         | 3m 50s 46 | Pequim | 11 de setembro de 1993 |

## Medalhistas
| Ouro            | Prata          | Bronze                |
| PU Chitra (IND) | Geng Min (CHN) | Ayako Jinnouchi (JPN) |

## Resultados

### Bateria
Qualificação: 5 atletas de cada bateria  (Q) mais os 2 melhores qualificados (q). 
| Posição | Bateria | Atleta              | Nacionalidade   | Tempo   | Notas |
| ------- | ------- | ------------------- | --------------- | ------- | ----- |
| 1       | 1       | Geng Min            | China           | 4:24.68 | Q     |
| 2       | 1       | Nozomi Tanaka       | Japão           | 4:25.07 | Q     |
| 3       | 1       | Tamara Amer         | Jordânia        | 4:25.84 | Q     |
| 4       | 1       | Monika Choudhary    | Índia           | 4:26.25 | Q     |
| 5       | 1       | Arina Kleshchukova  | Quirguistão     | 4:27.79 | Q     |
| 6       | 1       | Kuk Hyang           | Coreia do Norte | 4:28.78 | q     |
| 7       | 2       | Ayako Jinnouchi     | Japão           | 4:36.74 | Q     |
| 8       | 2       | PU Chitra           | Índia           | 4:36.80 | Q     |
| 9       | 2       | Hyo Sim             | Coreia do Norte | 4:36.81 | Q     |
| 10      | 2       | Tatyana Neroznak    | Cazaquistão     | 4:36.83 | Q     |
| 11      | 2       | Gulshanoi Satarova  | Quirguistão     | 4:36.89 | Q     |
| 12      | 2       | Hsieh Chien-ho      | Taipé Chinesa   | 4:37.85 | q     |
| 13      | 1       | Saraswati Bhattarai | Nepal           | 4:41.43 |       |
| 14      | 2       | Marquita dos Santos | Timor-Leste     | 5:23.94 |       |
| 15      | 2       | Dalila Abdulkadir   | Bahrein         | DNF     |       |
| 15      | 1       | Sumi Akter          | Bangladesh      | DNS     |       |

### Final

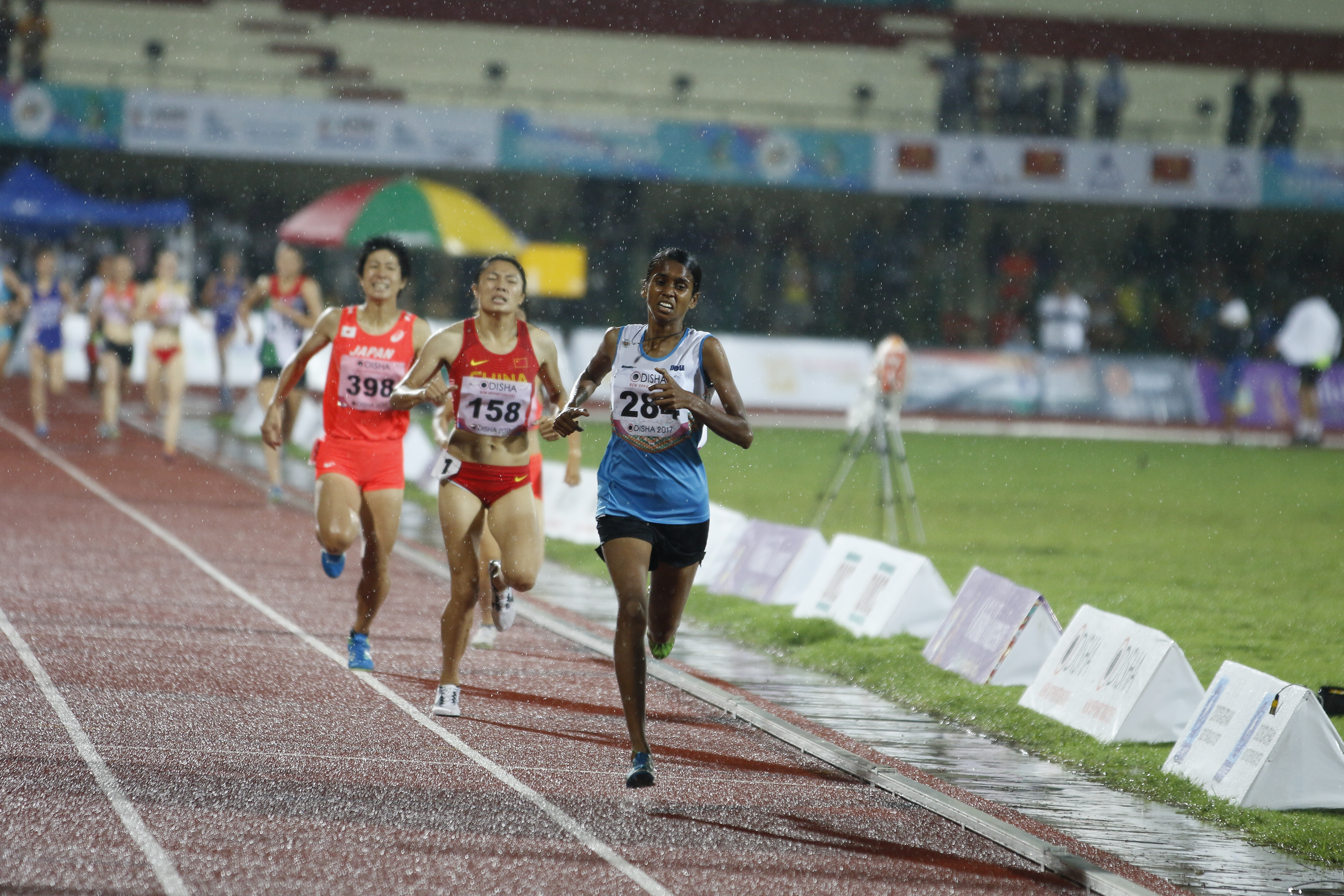
A final da prova

| Posição           | Atleta             | Nacionalidade   | Resultados | Notas |
| ----------------- | ------------------ | --------------- | ---------- | ----- |
| Medalha de ouro   | PU Chitra          | Índia           | 4:17.92    |       |
| Medalha de prata  | Geng Min           | China           | 4:19.15    |       |
| Medalha de bronze | Ayako Jinnouchi    | Japão           | 4:19.90    |       |
| 4                 | Nozomi Tanaka      | Japão           | 4:20.43    |       |
| 5                 | Tamara Amer        | Jordânia        | 4:25.47    |       |
| 6                 | Tatyana Neroznak   | Cazaquistão     | 4:26.97    |       |
| 7                 | Arina Kleshchukova | Quirguistão     | 4:28.26    |       |
| 8                 | Gulshanoi Satarova | Quirguistão     | 4:28.57    |       |
| 9                 | Hyo Sim            | Coreia do Norte | 4:29.10    |       |
| 10                | Monika Choudhary   | Índia           | 4:30.77    |       |
| 11                | Kuk Hyang          | Coreia do Norte | 4:35.86    |       |
| 12                | Hsieh Chien-ho     | Taipé Chinesa   | 4:46.67    |       |

Legenda
| Recorde mundial       | Recorde mundial (World record)               |                       | Recorde africano                      | Recorde africano (African) |                                           | Q | Classificado por posição (Qualified) |
| Recorde do campeonato | Recorde do campeonato (Championship record)  | Recorde da América    | Recorde da América (Americas)         | q                          | Classificado por melhor tempo (Qualified) |   |                                      |
| Melhor marca do ano   | Melhor marca do ano (World leading)          | Recorde asiático      | Recorde asiático (Asian)              | DNS                        | Não largou (Did not start)                |   |                                      |
| Recorde nacional      | Recorde nacional (National record)           | Recorde europeu       | Recorde europeu (European)            | DNF                        | Não terminou (Did not finish)             |   |                                      |
| Recorde pessoal       | Recorde pessoal do atleta (Personal best)    | Recorde da Oceania    | Recorde da Oceania (Oceania)          | DSQ / DQ                   | Desclassificado (Disqualified)            |   |                                      |
| Recorde da temporada  | Recorde da temporada do atleta (Season best) | Recorde sul-americano | Recorde sul-americano (South America) | NM                         | Sem marca (No mark)                       |   |                                      |